# Eduardo Gageiro

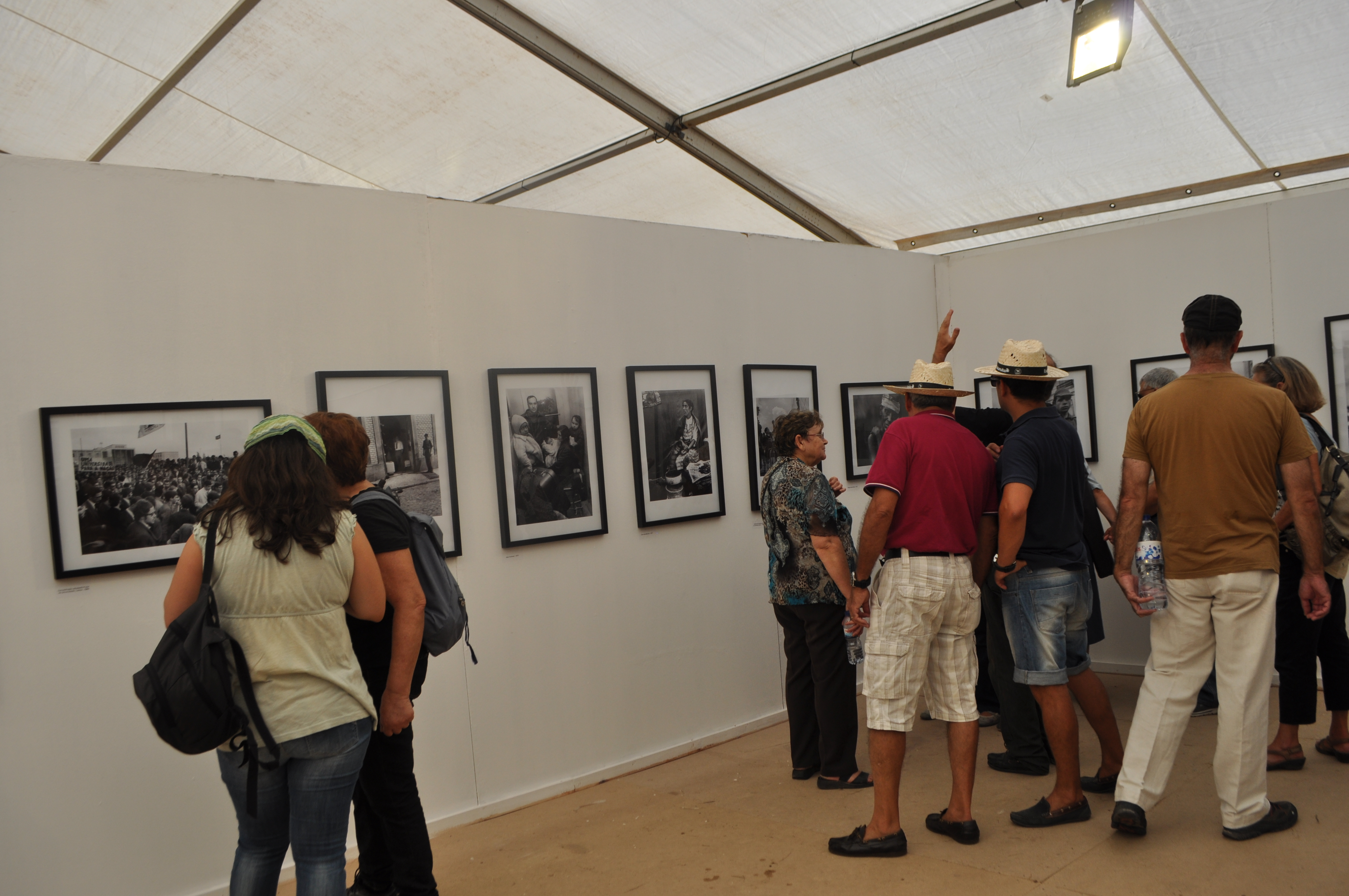
Festa do Avante!, slavnost deníku Avante!, oficiálního orgánu Komunistické strany Portugalska. Vydání slavnosti z roku 2014, čtyřicet let po Revoluci z 25. dubna 1974 (Revoluci karafiátů). Výstava fotografií Eduarda Gageira s názvem „40 fotografií ke 40. výročí 25. dubna“.

Eduardo Gageiro (16. února 1935 – 4. června 2025) byl portugalský fotograf a fotoreportér.

## Začátky
Gageiro se začal zajímat o fotografování již v raném věku, když pracoval v továrně Sacavém, a život jejích dělníků se stal námětem jeho raných snímků. Jeho první publikovaná fotografie se objevila na titulní straně lisabonských novin Diário de Notícias, když bylo Gageirovi dvanáct let.

## Fotografická kariéra
Svou fotožurnalistickou kariéru začal v Diário Ilustrado, později pracoval pro Vida Ribatejana, než se v roce 1957 připojil k týdeníku O Século. Později pracoval pro noviny Eva a také redigoval Sábado. I v pozdějším věku pokračoval ve spolupráci s různými publikacemi a tiskovými agenturami, zejména s portugalskou tiskovou agenturou Portuguese Associated Press.
Kromě své fotoreportérské práce vytvořil Gageiro několik fotoknih, často ve spolupráci s významnými portugalskými spisovateli. Pracoval na Gente (1971), s José Cardoso Piresem (jehož úvod poskytuje jedno z prvních a nejostřejších hodnocení Gageirovy práce), na Lisboa Operária (1994), s Davidem Mourão-Ferreira a na Olhares (1999) s Antóniem Lobo Antunesem. Jeho kniha Lisboa no Cais da Memória (2003) reprodukuje některé klíčové obrazy z těchto děl a lze ji považovat za antologii jeho tvorby o Lisabonu.
Gageiro se dočkal celosvětové publicity své práce, když fotografoval události související s masakrem v Mnichově, ke kterému došlo na olympijských hrách v roce 1972. Byl také jedním z hlavních fotografů událostí kolem Karafiátové revoluce v roce 1974, spolu s Alfredem Cunhou, například na snímku pořízeném v ústředí PIDE (portugalské tajné policie), kde zachytil mladého vojáka, jak sundává portrét bývalého diktátora Salazara. Gageiro byl také oficiálním fotografem během prezidentství Ramalha Eanese.

## Cestování a ceny
Gageiro fotografoval po celém světě, včetně Kuby, kde mu vláda Fidela Castra dovolila pracovat s malými omezeními, a Východního Timoru, kam cestoval, aby dokumentoval život v období bezprostředně po získání nezávislosti.
Svou první fotografickou cenu získal v roce 1955. Poté získal více než 300 cen po celém světě. V roce 2005 získal první cenu na 11. mezinárodní fotografické výstavě v Číně, největší fotografické soutěži na světě.

## Vliv
Gageirova práce je podobná tvorbě poválečných francouzských fotografů Henriho Cartier-Bressona, Roberta Doisneaua a Willyho Ronise. V jeho rozsáhlé tvorbě se opakují peripetie každodenního života v celé jeho monotónnosti a historické souvislosti. To neznamená, že Gageirovy snímky jsou pouze přesnými momentkami, rozhodující okamžik, který se snaží zachytit, je často jemně komponován a jemně vyvážen. Věrný této tradici pracoval Gageiro výhradně v černobílém provedení.
Jorge Pedro Sousa ve své diplomové práci o dějinách fotožurnalistiky v Portugalsku charakterizoval Gageirovu fotografickou praxi stejnou „esteticko-kompoziční kvalitou, lidskou hodnotou a dramatickou formou“, kterou lze nalézt i u Williama Eugena Smitha a Henriho Cartier-Bressona.

## Fotobibliografie
Podle zdroje:
- Gente (1971), text: José Cardoso Pires
- Mulher (1978), text: Maria Velho da Costa
- O Sol, o Muro, o Mar (1984), text: Sophia de Mello Breyner Andresen
- China: a contra revolução tranquila (1985), Cáceres Monteiro
- Mulher (1988), text: Maria Judite de Carvalho
- Estas Crianças Aqui (1988), text: Maria Rosa Colaço
- Alentejo: Relógio de Sol (1988), text: Miguela Torgy
- Lisboa Operária (1994), text: Davida Mourão-Ferreira
- Revelações (1996), text: Mário Soares a Nuno Brederode Santos
- Évora: Património da Humanidade (1997), text: José Saramago
- Fotos de Abril (1999), s texty od 25 autorů
- Olhares (1999), text: António Lobo Antunes
- Timor - No Amanhecer da Esperança (2000), text: 6 autorů
- A Fábrica e Sacavém (2003), text: od tří autorů
- Lisboa no Cais da Memória (2003), text: Jorge Sampaio a António Valdemar
- Fé - Olhares Sobre o Sagrado (2004), text: José Mattoso
- Silêncios (2008), text: Lídie Jorge
- Lisboa Amarga e Doce (2012), text: António Costa a Baptista-Bastos
- Lisabon, Tejo a Tudo (2012)
- Liberdade (2013)
- Tudo Isto É Fado (2014)